# NGC 5250
NGC 5250 est une galaxie lenticulaire située dans la constellation de la Grande Ourse. Sa vitesse par rapport au fond diffus cosmologique est de 4 652 ± 11 km/s, ce qui correspond à une distance de Hubble de 68,6 ± 4,8 Mpc (∼224 millions d'al). NGC 5250 a été découverte par l'astronome germano-britannique William Herschel en 1789.
À ce jour, deux mesures non basées sur le décalage vers le rouge (redshift) donnent une distance de 68,200 ± 8,627 Mpc (∼222 millions d'al), ce qui est à l'intérieur des valeurs de la distance de Hubble.
Selon Abraham Mahtessian, NGC 5250 et NGC 5225 forment une paire de galaxies.